# Rashad Haughton
Rashad Haughton (Brooklyn, Nova Iorque, Nova Iorque, Estados Unidos em 06 de agosto de 1977) é um escritor, diretor de cinema e roteirista americano. Ele é o irmão mais velho da falecida cantora R&B Aaliyah.

## One In A Million (1996)
Quando chegou a hora de Aaliyah para filmar o vídeo de seu single "4 Page Letter" de seu álbum de 1996 One in a Million, Rashad iria completar o tratamento de vídeo dentro de duas horas, enquanto estudava na Universidade de Hofstra. No lado B do "4 Page Letter" single. Rashad gravou uma canção com a sua irmã, intitulado "Death Of A Playa".

## Queen of the Damned (2002)
Em fevereiro de 2002, Queen of the Damned, um filme que Aaliyah estrelou como a rainha Akasha, foi liberado. Antes de seu lançamento, Rashad foi chamado para re-dub várias linhas de sua irmã durante o processo de ADR de pós-produção. Após o seu lançamento, o filme estreou no número um. Ele também foi dedicado a Aaliyah, nos créditos finais ele disse, em memória de Aaliyah 1979-2001. Rashad também estava em negociações de produzir e liberar vários de gravações inéditas de Aaliyah do Queen of the Damned para o segundo álbum póstumo de Aaliyah.

## Proud & First Single (2004)
Orgulhoso é a verdadeira história da única equipe Africano-Americano para tomar um navio de guerra da Marinha em combate na II Guerra Mundial, em que Rashad desempenhou o papel de Naval saxofonista Hank Fields. Rashad também viu o lançamento de seu primeiro single, que ele não foi lançado nos EUA: "Fork In The Road" (com 1200 Técnicas), que fez #55 em paradas australianas. Capacidade vocal O único showcases de Rashad.

## Chrysalis (2006)
Chrysalis é um curta-metragem (11 minutos), escrito e dirigido por Rashad.

## Singles
| 1997 | "4 Page Letter"                                              |    |    |   |    |    |   |   |   |   |   |   |   |   |   |   | "4 Page Letter (Single)" |
| 2004 | "Fork In The Road" 1200 Techniques featuring Rashad Haughton | __ | __ | — | __ | 55 | — | — | — | — | — | — | — | — | — | — | Consistency Theory       |

## Legado de Aaliyah
Rashad apareceu em 2001 no MTV Video Music Awards para prestar homenagem a sua irmã, juntamente com papel modelo de Aaliyah, Janet Jackson e seus produtores/compositores/colaboradores e amigos íntimos Ginuwine, Missy Elliott e Timbaland. Os prêmios foram entregues apenas 12 dias após sua morte.

## Morte do pai
O pai de Rashad, Michael Haughton, morreu em 2012, ele foi enterrado ao lado das cinzas de Aaliyah.